# Los éxitos del amor
Los éxitos del amor es una película de Argentina filmada en Eastmancolor dirigida por Fernando Siro según el guion de Gius que se estrenó el 1 de marzo de 1979 y que tuvo como actores principales a Claudio Levrino, Graciela Alfano, Cacho Castaña y Ricardo Darín.

## Sinopsis
Un joven y un veterano presidente de club cuya hija está enamorada del primero, disputan una elección.

## Reparto
Intervinieron en el filme los siguientes intérpretes:
- Claudio Levrino ...Quique
- Graciela Alfano ... Leonor Capuletti
- Cacho Castaña
- Ricardo Darín
- Mario Sánchez
- Raúl Rizzo
- Nelly Tesolín
- Ana María Cores
- Alberto Cortez
- Tormenta
- Aldo Monges
- Manolo Galván
- Carlos Torres Vila
- Katunga
- Aldo y los Pasteles Verdes
- Fernando de Madariaga
- Diana María
- Las Rebeldes
- Pedro Pablo Tejada
- Boy Olmi

## Comentarios
Néstor en Esquiú escribió:

«Un long-play en celuloide... Cada cual con su gusto.»

G.M. en La Prensa opinó:

«Un ritmo ágil en las acciones que a veces refrena la intercalación quizás excesiva de los números musicales.»

Clarín dijo:

«Montescos y Capuletos de entrecasa…Un agradable pasatiempo.»